# Château Naveira

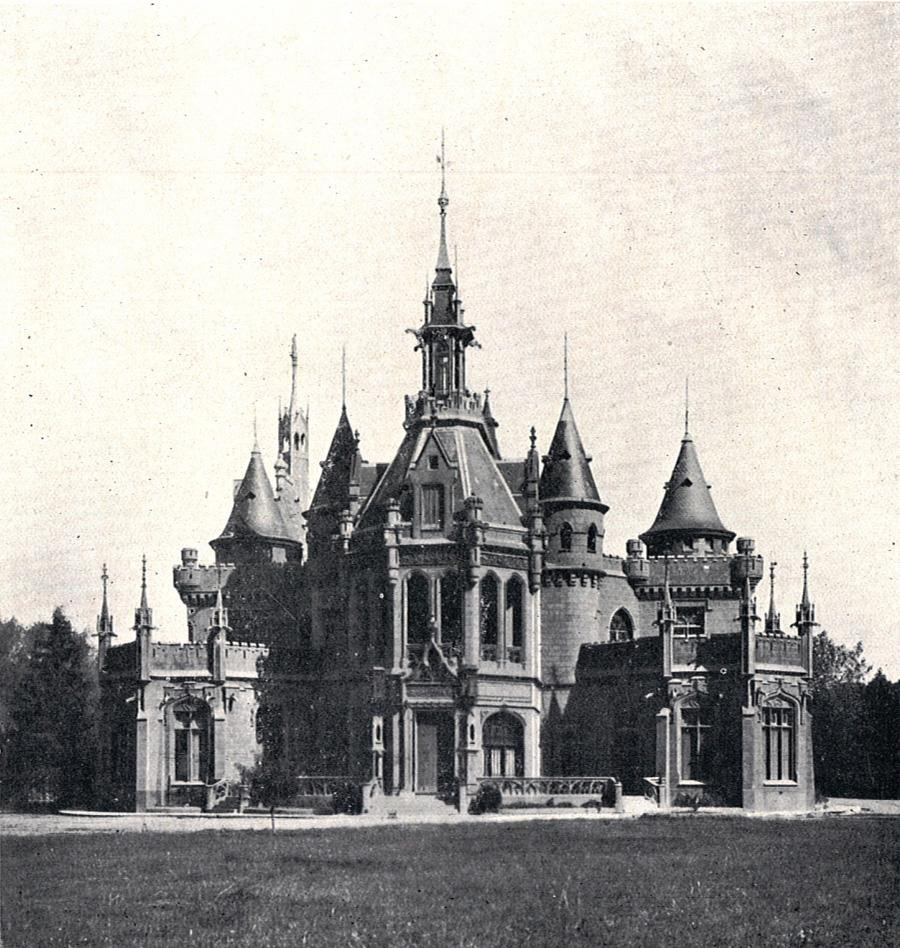
Château Naveira

Le château Naveira (en espagnol : Castillo Naveira) est un manoir néogothique situé près de la ville de Luján dans la province de Buenos Aires en Argentine.

## Histoire
Le château fut construit à la fine du XIXe siècle à la demande d'Enrique Beschdedt, sur une propriété qu'il avait achetée en 1841. Le projet fut conçu par l'architecte belge Ernesto Moreau, un parmi les huit architectes qui travaillèrent à la réalisation de la basilique Notre-Dame de Luján.
En 1913 la famille Beschtedt vendit la propriété à la famille Naveira qui agrandit le château en chargeant à nouveau Ernesto Moreau des travaux.